# Rivellia flavipes
Rivellia flavipes är en tvåvingeart som beskrevs av Hiroshi Hara 1994. Rivellia flavipes ingår i släktet Rivellia och familjen bredmunsflugor. Inga underarter finns listade i Catalogue of Life.